# Keikyū série 2100
La série 2100 (2100形, 2100-gata) est un type de rames automotrices électriques utilisée pour les services express exploités par la Keikyū dans la banlieue sud de Tokyo depuis la fin des années 1990.

## Description

### Extérieur
Les caisses des voitures sont en alliage d'aluminium, peinte en rouge et ivoire, les couleurs habituelles des trains Keikyū. Leur conception est basée sur la série 600. Cette série étant prévue pour des services express avec peu d'arrêts et non des services de proche banlieue, chaque voiture ne possède que deux paires de portes, contre 3 ou 4 normalement.

### Intérieur
Contrairement à la majorité des trains de banlieue au Japon, les rames de la série possèdent des sièges transversaux et non longitudinaux et ce sur la totalité de la rame. Les dossiers peuvent basculer pour permettre aux passagers de voyager dans le sens de la marche.

## Historique
De 1998 à 2000, 10 trains de 8 voitures ont été fabriquées par Kawasaki Heavy Industries et Tokyu Car Corporation pour succéder à la série 2000. Les premières rames sont entrées en service le 28 mars 1998.

## Rénovation
La rame 2101 a été la première de la série 2100 à subir une rénovation en 2013. Les modifications comprennent le remplacement des fenêtres passagers aux extrémités de chaque voiture par des fenêtres ouvrantes, le remplacement des rideaux de ces fenêtres par des stores enrouleurs, le remplacement de l'éclairage à tube fluorescent par un éclairage LED et l'installation de carillons de porte ainsi qu'un écran LCD d'information voyageurs au-dessus des portes. Les équipements de traction, initialement fournis par Siemens, sont remplacés par du matériel de Toyo Denki.

## Services
Les rames de la série 2100 effectuent essentiellement les services Limited Express sur la ligne principale et la ligne Kurihama, entre les gares de Sengakuji ou Shinagawa et les gares de Keikyū Kurihama ou Misakiguchi.

## Galerie photos

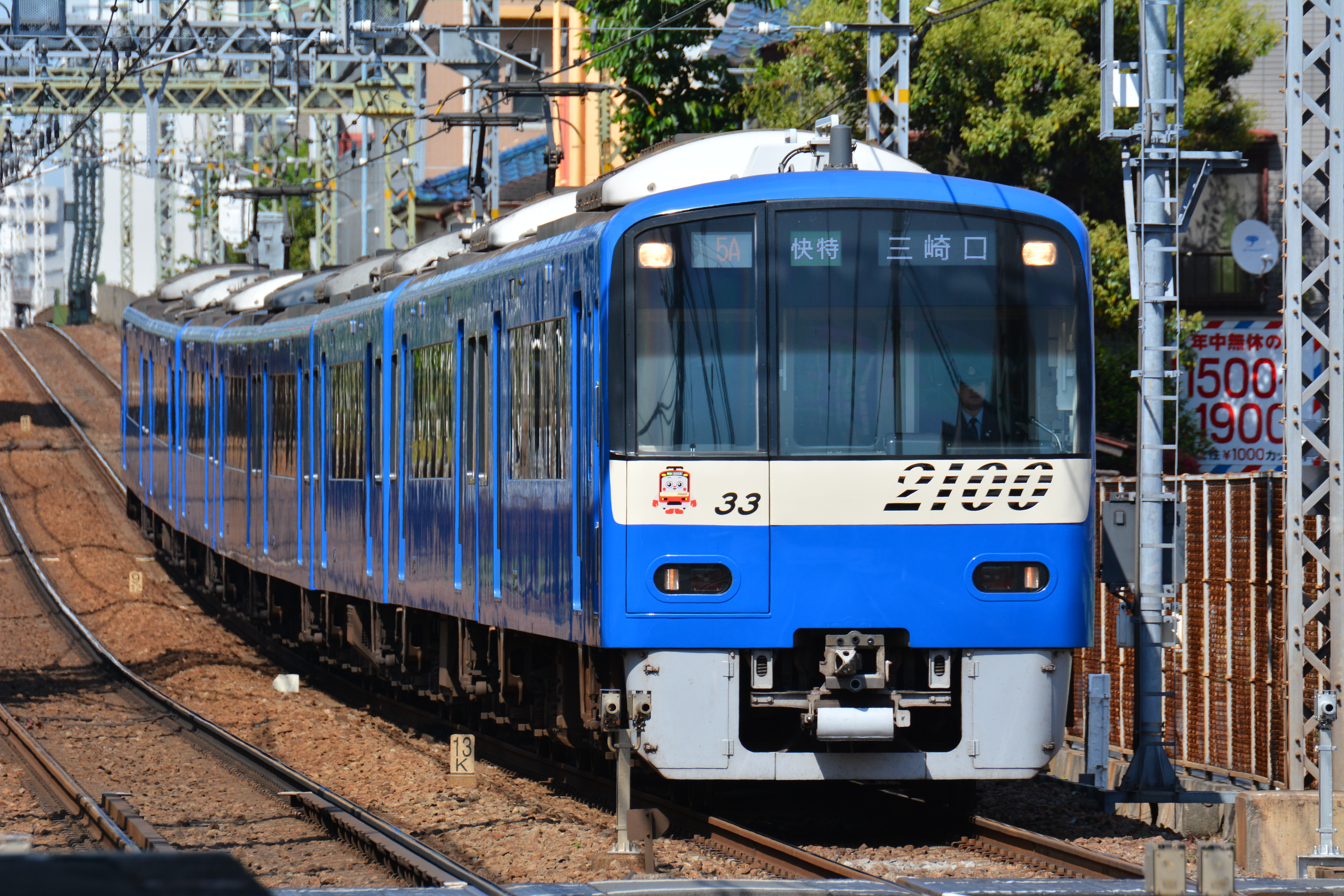
Série 2100 avec la livrée Blue Sky
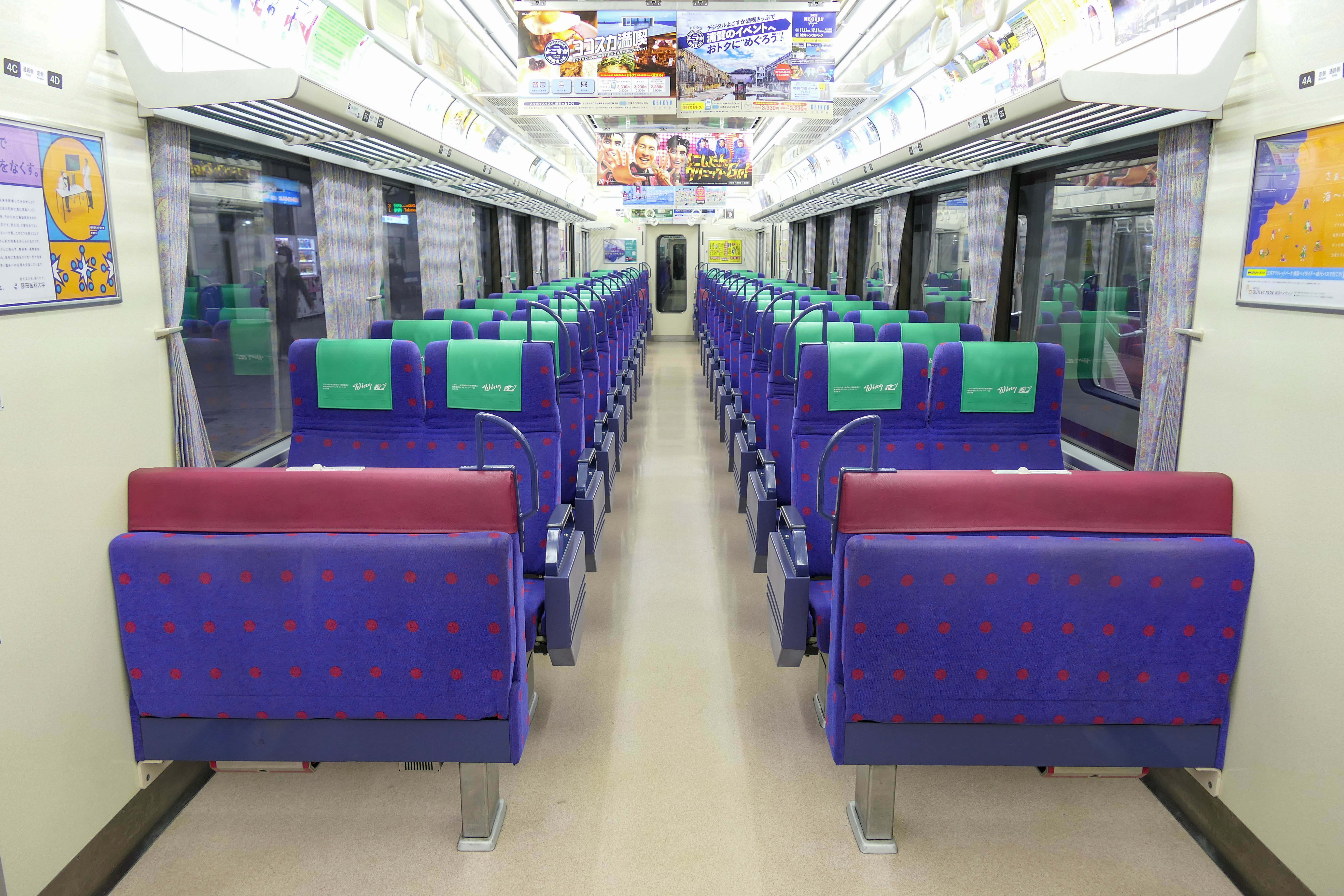
Espace voyageurs
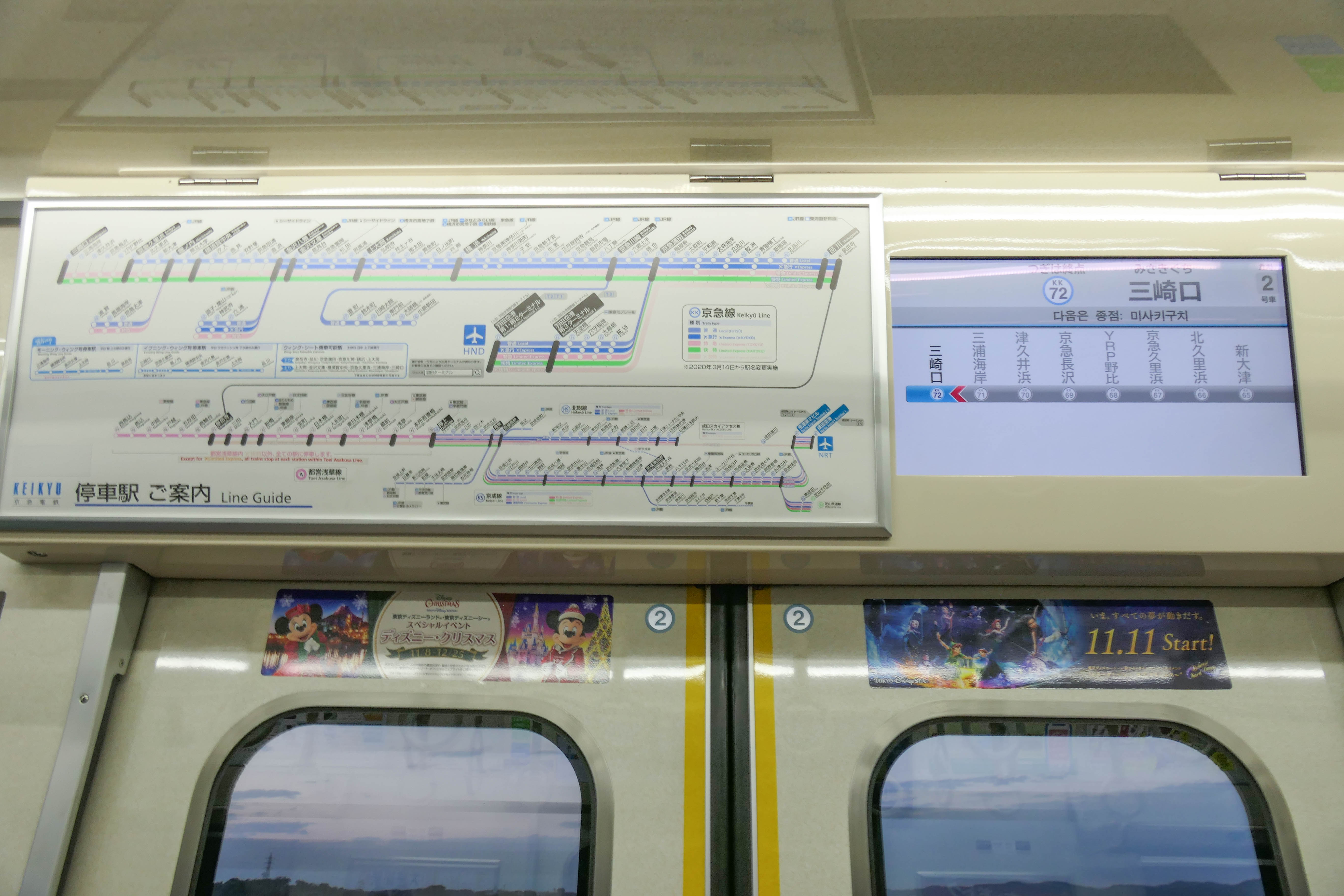
Information voyageurs
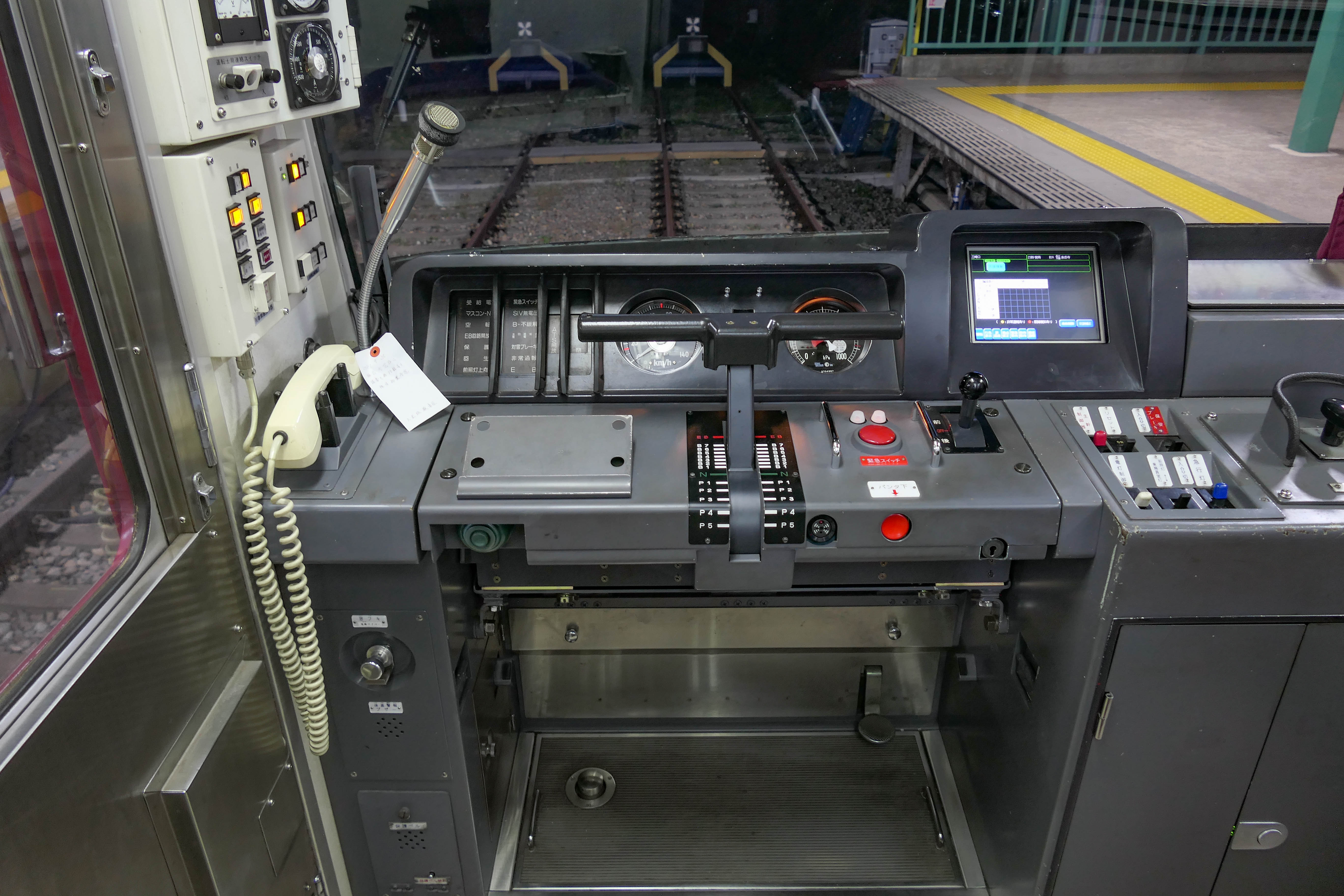
Cabine de conduite